# Kordelio-Evosmos
 Kordelio-Evosmos  (Grieks: Κορδελιό-Εύοσμος) is sedert 2011 een fusiegemeente (dimos) in de Griekse bestuurlijke regio (periferia) Centraal-Macedonië.
De twee deelgemeenten (dimotiki enotita) van de fusiegemeente zijn:
- Elefterio-Kordelio (Ελευθέριο-Κορδελιό)
- Evosmos (Εύοσμος)